# دومينغو مانريكي
دومينغو مانريكي دي لارا بينياتي (بالإسبانية: Domingo Manrique de Lara Peñate، ولد في 24 فبراير 1962، لاس بالماس دي غران كناريا، جزر الكناري، إسبانيا) لاعب إسباني، تنافس في سباق القوارب الشراعية.
حصل على الميدالية الذهبية في دورة الألعاب الأولمبية الصيفية 1992، كما حاز على الميدالية الذهبية في بطولة العالم لرياضة الشراع في فئة Soling عام 1995.

## إنجازاته

### الألعاب الأولمبية الصيفية
- 1992 برشلونة  إسبانيا:  ميدالية ذهبية للشراع في فئة Flying Dutchman.

### بطولة العالم للقوارب الشراعية فئة Flying Dutchman
- 1991 تاورانغا  نيوزيلندا:  ميدالية برونزية للشراع في فئة Flying Dutchman.

### بطولة العالم للقوارب الشراعية فئة Soling
- 1993 أثينا  نيوزيلندا:  ميدالية برونزية للشراع في فئة Soling.
- 1995 كينغستون  كندا:  ميدالية ذهبية للشراع في فئة Soling.

### بطولة أوروبا للقوارب الشراعية فئة Flying Dutchman
- 1990:  ميدالية فضية للشراع في فئة Flying Dutchman.
- 1991:  ميدالية فضية للشراع في فئة Flying Dutchman.
- 1992:  ميدالية فضية للشراع في فئة Flying Dutchman.

### بطولة أوروبا للقوارب الشراعية فئة Soling
- 1998 ناغو تربول  إيطاليا:  ميدالية فضية للشراع في فئة Soling .

## روابط خارجية
- دومينغو مانريكي على موقع اللجنة الأولمبية الدولية (الإنجليزية)
- دومينغو مانريكي على موقع أوليمبيديا (الإنجليزية)
- دومينغو مانريكي على موقع اللجنة الأولمبية الإسبانية (الإسبانية)